# Fagerlidtjärnet
Fagerlidtjärnet är en sjö i Dals-Eds kommun i Dalsland och ingår i Göta älvs huvudavrinningsområde. Sjöns area är 0,0395 kvadratkilometer och den är belägen 164 meter över havet.